# 電子投票
電子投票，是一種投票設備，使用者直接按鈕，就可以投票給自己所支持的候選人。
電子投票技術可以包括穿孔卡，光學掃描投票系統和專用投票亭（包括獨立的直接記錄電子投票系統或DRE）。它還可以涉及通過電話，私人計算機網絡或互聯網傳送選票和投票。
- 電子投票，由政府或獨立選舉當局的代表（例如位於投票站的電子投票機）進行實際監督；
- 通過互聯網進行遠程電子投票（也稱為「i投票」），選民從任何地點以電子方式向選舉當局提交投票。[1]

## 優點
- 可以減少排隊時間
- 可以使得投票更方便[2]
- 可以使開票結果更正確
- 可以使開票更快
- 在計票方面可以減少人力
- 行動不方便者，可以在家使用（不過亦可能還是要在投票所使用）

## 缺點
本投票方式，存在潛在的缺點，包括任何電子元件中存在缺陷或弱點的可能性。
- 可能有不法人士篡改程式，導致開票結果不正確。同時引起選舉舞弊的爭議。[3][4]
- 無法或難以留存實體證明，有爭議時也難以請公正人士重新驗票。（有些電子投票也可能印出紙本以便辨別）
- 非現場投票者，投票人易受他人監視控制，失去一人一票的公平性。
- 連線投票的確認身份也等於可能失去匿名性。
- 監票困難。
- 造價昂貴。
- 原本在排隊期間，資源較少的小黨派可以宣揚自己的政見，現在則不行，即使是傳統投票方式的各國投票所也已經逐漸不允許此類行為。
- 選民思考要投給誰的時間較短。
- 選民選前若未研究議題，現場投的時間依然沒縮短。

## 分析
與其他投票技術相比，電子投票系統可以提供優勢。電子投票系統可以涉及選票的設置，分發，投票，收集和計數中的多個步驟中的任何一個，因此可以或可以不將優點引入任何這些步驟中。還存在潛在的缺點，包括任何電子元件中存在缺陷或弱點的可能性。

## 案例
由於電子投票的可能缺點，有些國家將電子投票改為傳統的紙本投票。
- 法國：法國外交部宣布2017年法國總統選舉為紙本作業，完全採取實體投票和人工計票，避免網路資訊安全漏洞造成投票有效性的影響的隱憂。
- 義大利：五星運動的成員以這樣方式來決定立法草案及意見。
- 巴西：巴西選舉自1996年起使用電子投票。
- 臺大學生會：2014年至2019年以電子投票選舉學生會長，但因技術問題和公正性問題於2019年取消電子投票。[5]

## 學術
- 賓果投票
- PrêtàVoter
- Punchscan

## 另見
- 電子民主
- 選舉舞弊
- 軟性錯誤

## 外部連結
- Electronic Vote around the World – Smartmatic （页面存档备份，存于）
- Election Assistance Commission （页面存档备份，存于）
- Vote.NIST.gov （页面存档备份，存于） – The National Institute of Standards and Technology Help America Vote Act page.
- An Electronic Voting Case Study in KCA University, Kenya
- The Election Technology Library research list – A comprehensive list of research relating to technology use in elections.
- E-Voting information （页面存档备份，存于） from ACE Project （页面存档备份，存于）
- How do we vote in India.  （页面存档备份，存于）
- 中的“Electronic Voting Systems”
- NPR （页面存档备份，存于） summary of current technology status in the states of the U.S., as of May 2008.
- Internet Voting in Estonia （页面存档备份，存于）
- Progetto Salento eVoting （页面存档备份，存于） A project for an e-voting test in Melpignano e Martignano (Lecce – Italy) designed by Prof. Marco Mancarella – University of Salento.
- Jardí-Cedó, Roger; Pujol-Ahulló, Jordi; Castellà-Roca, Jordi; Viejo, Alexandre. . Computers & Security. 2012, 31 (8): 989–1010. doi:10.1016/j.cose.2012.08.001. A review of existing electronic voting systems and its verification systems in supervised environments.
- Open Counting
- Systems Behind E-Voting （页面存档备份，存于）
- VoteBox(tm) UK Online Voting （页面存档备份，存于）